# Hydroglyphus orientalis
Hydroglyphus orientalis är en skalbaggsart som först beskrevs av Clark 1863.  Hydroglyphus orientalis ingår i släktet Hydroglyphus och familjen dykare. Inga underarter finns listade i Catalogue of Life.